# Boża podszewka II
Boża podszewka II – polski serial obyczajowy w reżyserii Izabelli Cywińskiej, emitowany przez TVP1 od 2 października 2005 do 30 stycznia 2006. Jest to kontynuacja serialu Boża podszewka z 1997, na podstawie powieści Teresy Lubkiewicz-Urbanowicz o takim samym tytule.

## Emisja
Emisję drugiej serii serialu rozpoczęto 2 października 2005. Najpierw od 2 października 2005 do 16 października 2005 emitowano go w niedziele o 22.05 (odcinki 1–3). Potem od 31 października 2005 emisję przesunięto na poniedziałki, zmieniono też porę emisji na 21.50 (pora była ruchoma, np. godz. 22.40, 22.05, 23.00) (odcinki 4–16).

## Fabuła
Akcja rozpoczyna się w 1945, kiedy to siostra Maryśki, Józia Jurewicz-Górna, opuszcza wraz z córką Maryśki, Gienią, radzieckie Juryszki i wyjeżdża na Dolny Śląsk. Tam spotykają drugą siostrę Maryśki, Janinę, i jej męża, Romana. Tymczasem Maryśka, która nie zdołała otrzymać dokumentów w Państwowym Urzędzie Repatriacyjnym zostaje w Juryszkach wraz z bratem Bronisławem, jego żoną Wandą i synem Jankiem. Sowieccy urzędnicy coraz bardziej rozgrabiają dwór i jest on właściwie zdewastowany. Cała akcja jest dwutorowa, widzimy losy matki, która pozostała na Kresach i córki, która wyjechała do Polski. Ostatni odcinek serii kończy się przyjazdem Maryśki do Polski latem 1948.

| nr odcinka | Opis |
| ---------- | --- |
| 1          | Rok 1945 – wczesna jesień, Orany. Tu rozpoczyna się długa podróż wysiedlonych z Litwy Polaków. W zatłoczonych wagonach kolejowych jadą : 16-letnia Gienia, jej ciotka Józia i ukochana krowa Bukietka. Maryśka, bezbronna wobec arogancji „nowej władzy”,bezskutecznie walczy o papiery na wyjazd do Polski. Bezdomna błąka się po bezdrożach juryskiej ziemi.                                                                |
| 2          | Samotna Maryśka wędruje opuszczonymi drogami Litwy poszukując śladów dawnego życia i ludzi, którzy już odeszli. Spotkanie ze Stasią przypomina jej ukochaną Walunię, a Łazurko czasy juryskiego dobrobytu. Transport repatriantów dociera wreszcie na Zachód... |
| 3          | W zrujnowanych wojną i nędzą Juryszkach Wandzia – żona Bronisia wreszcie jest „panią na włościach”. Maryśka zatrzymuje się w domu brata. Jej wizyta będzie bardzo ważna... W Borowie na Dolnym Śląsku życie zaczyna się stabilizować. Gienia doznaje szoku, gdy po obejrzeniu filmu o Oświęcimiu dociera do niej prawda o okrucieństwie wojny.                                                                                |
| 4          | Józia zapisuje Gienię do miejscowego gimnazjum. Zaniepokojona słabością dorastającej siostrzenicy wobec pożądliwego wuja Romana, prowadzi ją do spowiedzi do protestanckiego kościoła. Maryśka znajduje posadę u księdza na plebanii. Los jest jednak okrutny. Także tu nie zagrzeje długo miejsca |
| 5          | Bogdan pomaga siostrom dostarczając do willi w Borowie deficytowe mięso. Pomimo przyjaźni z Halinką, Gienia wciąż nie może przyzwyczaić się do nowego miejsca. Nadal jej najbliższą powierniczką jest ukochana juryska krowa Bukietka. Pierwsze tęsknoty za miłością wzbudza w dziewczynie korepetytor Janek. Chora Maryśka w Juryszkach, w domu Bronisia słyszy głos nieżyjącej matki... Jaką symbolikę mają te nawiedzenia? |
| 6          | Gienia po spowiedzi u polskiego księdza ,pełna wstydu i rozterek spotyka prof. Hufaldową. Nie słabnące zainteresowanie Romana mieszkającą z nimi Niemką Frau Peszkę doprowadza jego żonę Janeczkę do rozpaczy. Na Wschodzie po wielu miesiącach samotnej tułaczki Maryśka znów zatrzymuje się u Bronisia w Juryszkach. Na krótko jednak, bo po kłótni Broniś wyrzuca niezrównoważoną siostrę z domu.                          |
| 7          | Gienia na szkolnym balu poznaje działacza ZMP – Franka. Maryśka jest wyczerpana mrozem i wielodniową wędrówką. Znajduje schronienie w dawnym domu Bogdana i Niusi. Obecnie mieszka tam ktoś inny. |
| 8          | Gienia z Halinką widzą, jak radzieccy żołnierze dewastują dobytek w opuszczonej przez Niemców willi. Roman z Janeczką chcą kupić cenny obraz od starej Niemki. Nie obędzie się jednak bez upokorzeń... Maryśka dociera do Zaosia, do dawnego majątku siostry Józi. |
| 9          | Na Kasztanowej odbywa bal karnawałowy. Zdegustowana zachowaniem Romana Gienia opuszcza przyjęcie. Szybko znajdzie ukojenie... Maryśka dowiaduje się od Adeli, służącej Józi o wymordowaniu rosyjskiej rodziny ze Swierdłowska. To dla Maryśki prawdziwy wstrząs. |
| 10         | W Borowie odbywa się zebranie aktywu politycznego z przesiedleńcami. Gienia coraz częściej odwiedza Hufaldową. Staje się ona dla dziewczyny autorytetem. W dzień zaduszny siostry postanawiają, że symboliczny grób ich rodziców będzie na niemieckim cmentarzu. Maryśce śni się matka. Co oznaczają te sny? |
| 11         | Podczas mszy Gienia znajduje w kościele antysemicką ulotkę. Na prośbę profesora Romana jedzie do Wrocławia, by przekazać książki do biblioteki narodowej. Tam jest świadkiem aresztowania męża Beby - kata z Baranowic. Na wschodzie enkawudyści aresztują Janka. Czy chłopak ocaleje? |
| 12         | Gienia prowadząc z powrotem do domu sprzedaną przez Józię Bukietkę jest przypadkowym świadkiem aresztowania prof. Romana. Na Kasztanowej stypa po Bukietce. Maryśka namawia Krawcową z Wilna i jej córkę Wisię do opuszczenia miasta i osiedlenia się w Zosiu. Ale powrót okaże się wielkim rozczarowaniem. |
| 13         | Maryśka przyłapana przez bajców na próbie "przestawienia czasu". Zostaje przewieziona do szpitala psychiatrycznego. Józia nie mogąc się dostać do domu spędza noc u Ursynowicza. Zrozpaczona aresztowaniem Fridy Hufaldowa prosi Gienię, by Franek stawił się za Niemką w Urzędzie Bezpieczeństwa. Czy mężczyzna się zgodzi?                                                                                                  |
| 14         | Franek podejmuje próbę interwencji w Urzędzie Bezpieczeństwa w sprawie Fridy. Potem usiłuje przekonać Gienię, że Frida była niemieckim szpiegiem. Hufaldowa demaskuje Franka. W szpitalu psychiatrycznym, na prośbę lekarza, Maryśka modli się w intencji jego zmarłej żony. Wkrótce lekarz zostaje aresztowany przez Enkawudystów.                                                                                           |
| 15         | Gienia wyjeżdża z Frankiem na obóz ZMP do Wrocławia. Tam dochodzi między nimi do zbliżenia. Dzięki wstawiennictwu lekarki Maryśka otrzymuje zezwolenie na wyjazd do Polski. Janeczka rozstaje się z Romanem. Ma mu do przekazania informację. |
| 16         | Na Kasztanową Bogdan przywozi Maryśkę, która otrzymała od Stalina zgodę na opuszczenie Związku Radzieckiego. Rodzina jest zdruzgotana jej stanem fizycznym i psychicznym. Po aresztowaniu Halinki Gienia zrywa z Frankiem. Dlaczego? |

## Obsada
- Kinga Preis − Maryśka Jurewicz-Lulewicz
- Hanna Śleszyńska − Józefa Jurewicz-Górna
- Karolina Gruszka − Gienia Lulewicz
- Katarzyna Herman − Janina Jurewicz
- Krzysztof Tyniec − Roman, mąż Janiny
- Adam Ferency − Bronisław Jurewicz
- Marek Cichucki − Bogdan Jurewicz
- Ewa Błaszczyk − Niusia Jurewicz
- Joanna Bogacka − Hufaldowa
- Jan Peszek − profesor Witold
- Maria Maj − krawcowa Tekla
- Roman Gancarczyk − Konstanty Jurewicz
- Andrzej Zieliński − Ryszard Ursynowicz
- Janusz Michałowski – Lekarz
- Danuta Stenka − duch Marii Jurewicz
- Andrzej Grabowski − duch Andrzeja Jurewicza
- Izabela Dąbrowska − Wandzia Jurewicz, żona Bronisia
- Andrzej Pieczyński − Łazurko
- Andrzej Gałła − człowiek z MOS
- Edyta Jungowska − Marusia, chora w szpitalu psychiatrycznym
- Przemysław Kaczyński − partyzant Stasiuk
- Janusz Nowicki − prezes SPOŁEM

Wystąpili również
- Janusz Chabior − żołnierz rosyjski
- Anna Dereszowska − drużynowa na zlocie SP
- Lech Gwit − stary Niemiec
- Szymon Kuśmider − przewodniczący w świetlicy
- Sylwia Najah − dziewczyna w Juryszkach
- Małgorzata Niemirska − Polka komentująca zachowanie Rosjan
- Jan Pęczek − ksiądz Wacław
- Jerzy Słonka − mężczyzna w biurze PUR-u
- Wojciech Walasik − mężczyzna w biurze PUR-u
- Magdalena Warzecha − chora w szpitalu psychiatrycznym
- Tomasz Zaliwski – woźnica
- Anna Grycewicz
- Anna Kociarz
- Jerzy Łazewski
- Jerzy Pal
- Ewa Skarżanka